# فريديرك كوينتن
فريديرك كوينتن (بالفرنسية: Frédérique Quentin)‏ هي منافسة ألعاب القوى فرنسية، ولدت في 22 ديسمبر 1969 في سيبيفيل في فرنسا.

## وصلات خارجية
- فريديرك كوينتن على موقع الاتحاد الدولي لألعاب القوى (الإنجليزية)
- فريديرك كوينتن على موقع الاتحاد الفرنسي لألعاب القوى (الفرنسية)
- فريديرك كوينتن على موقع أوليمبيديا (الإنجليزية)